# Helen Keller in Her Story
Pour plus de détails, voir Fiche technique et Distribution.
Helen Keller in Her Story (littéralement « Helen Keller dans sa propre histoire »), également connu sous le titre The Unconquered, est un film documentaire américain réalisé par Nancy Hamilton en 1954. 

## Synopsis
Ce documentaire raconte l'histoire de Helen Keller, une écrivaine, activiste politique et conférencière américaine qui avait la particularité d'être sourde, muette et aveugle.

## Fiche technique
- Titre : Helen Keller in Her Story
- Autre titre : The Unconquered
- Réalisation : Nancy Hamilton
- Scénario : Nancy Hamilton et James L. Shute
- Musique : Morgan Lewis
- Photographie : Joe Lipkowitz
- Montage : James L. Shute
- Production : Nancy Hamilton
- Société de production : Albert Margolies et Nancy Hamilton Presentation
- Pays :  États-Unis
- Genre : Documentaire
- Durée : 55 minutes
- Dates de sortie : 
  -  États-Unis : 15 juin 1954

## Distinctions
Le film a reçu l'Oscar du meilleur film documentaire.